# Wiesław Tarka
Wiesław Karol Tarka (ur. 3 czerwca 1964 w Bydgoszczy) – polski germanista, urzędnik państwowy, dyplomata, podsekretarz stanu w Ministerstwie Spraw Wewnętrznych i Administracji (2005–2007), ambasador RP w Chorwacji (2008–2012) i Szwecji (2014–2018).

## Życiorys
Absolwent VI Liceum Ogólnokształcącego im. Jana i Jędrzeja Śniadeckich w Bydgoszczy. W 1988 ukończył studia na Wydziale Neofilologii Uniwersytetu Warszawskiego w zakresie filologii germańskiej. Pracował naukowo na tym wydziale jako asystent oraz jako lektor języka szwedzkiego w latach 1988–1991 i 1996–1997.
W czasie wyborów do Sejmu z 4 czerwca 1989 był wolontariuszem w Ogólnopolskim Biurze Wyborczym Komitetu Obywatelskiego „Solidarność”, a w latach 1990–1991 był współpracownikiem Obywatelskiego Klubu Parlamentarnego ds. zagranicznych.
W okresie 1991–1996 był zatrudniony w Ambasadzie RP w Sztokholmie jako II sekretarz. Od 1998 do 2002 ponownie pracował w tej placówce na stanowisku I sekretarza. W latach 2003–2005 pełnił funkcję kierownika Wydziału Promocji i Współpracy Zagranicznej Urzędu Marszałkowskiego Województwa Mazowieckiego, a następnie zastępcy dyrektora Biura Kultury Urzędu m.st. Warszawy. Później przeszedł do Ministerstwa Spraw Zagranicznych na stanowisko naczelnika Wydziału Polityki Regionalnej w Departamencie Unii Europejskiej.
Od 15 listopada 2005 do 20 listopada 2007 zajmował stanowisko podsekretarza stanu w Ministerstwie Spraw Wewnętrznych i Administracji, nadzorującego Departament Unii Europejskiej i Współpracy Międzynarodowej, Departament Polityki Migracyjnej, Urząd do Spraw Repatriacji i Cudzoziemców oraz Władzę Wdrażającą Programy Europejskie, a także koordynującego współpracę z obwodem królewieckim i regionem Sankt Petersburga.
W 2008 objął funkcję ambasadora nadzwyczajnego i pełnomocnego RP w Republice Chorwacji. Zakończył urzędowanie 31 lipca 2012. Postanowieniem z 4 listopada 2014 otrzymał nominację na ambasadora RP w Królestwie Szwecji. Został odwołany z dniem 30 czerwca 2018. Następnie został koordynatorem do spraw poznańskiego szczytu Bałkanów Zachodnich i zastępcą dyrektora Departamentu Polityki Europejskiej MSZ. W 2022 mianowany zastępcą ambasadora RP we Francji.
Biegle włada językami: angielskim, niemieckim, szwedzkim, chorwackim, francuskim i rosyjskim.

## Odznaczenia
- Krzyż Kawalerski Orderu Odrodzenia Polski (2012)[1][10]
- Order Księcia Branimira (Chorwacja, 2012)[11]